# Argentina Open 2019
L'Argentina Open 2019 è stato un torneo di tennis giocato sulla terra rossa nella categoria ATP Tour 250 nell'ambito dell'ATP Tour 2019. È stata la 80ª edizione del torneo precedentemente conosciuto come Copa Telmex. Si è giocato al Buenos Aires Lawn Tennis Club di Buenos Aires, in Argentina, dall'11 al 17 febbraio 2019.

## Partecipanti

### Teste di serie
| Nazionalita | Giocatore         | Ranking* | Testa di serie |
| ----------- | ----------------- | -------- | -------------- |
| Austria     | Dominic Thiem     | 8        | 1              |
| Italia      | Fabio Fognini     | 15       | 2              |
| Italia      | Marco Cecchinato  | 19       | 3              |
| Argentina   | Diego Schwartzman | 20       | 4              |
| Portogallo  | João Sousa        | 39       | 5              |
| Cile        | Nicolás Jarry     | 41       | 6              |
| Serbia      | Dušan Lajović     | 42       | 7              |
| Tunisia     | Malek Jaziri      | 43       | 8              |

* Ranking al 4 febbraio 2019.

### Altri partecipanti
I seguenti giocatori hanno ricevuto una wild card per il tabellone principale:
- Félix Auger-Aliassime
- Francisco Cerúndolo
- David Ferrer

Il seguente giocatore ha avuto accesso al tabellone principale come special exempt:
- Juan Ignacio Londero

I seguenti giocatori sono entrati nel tabellone principale passando dalle qualificazioni:

- Marcelo Arévalo
- Facundo Bagnis
- Rogério Dutra da Silva
- Lorenzo Sonego

### Ritiri
Prima del torneo
- Pablo Carreño Busta → sostituito da  Cristian Garín

## Campioni

### Singolare
Marco Cecchinato ha sconfitto in finale  Diego Schwartzman con il punteggio di 6-1, 6-2.
- È il terzo titolo in carriera per Cecchinato, primo della stagione.

### Doppio
Máximo González /  Horacio Zeballos hanno sconfitto in finale  Diego Schwartzman /  Dominic Thiem con il punteggio di 6-1, 6-1.